# Craugastor xucanebi
Craugastor xucanebi är en groddjursart som först beskrevs av Stuart 1941.  Craugastor xucanebi ingår i släktet Craugastor och familjen Craugastoridae. IUCN kategoriserar arten globalt som sårbar. Inga underarter finns listade i Catalogue of Life.